# Admet
Admet (grč. Ἄδμητος, Ádmêtos) u grčkoj mitologiji bio je kralj Fere u Tesaliji, Ferin i Klimenin (ili Periklimenin) sin, poznat po svojoj pravednosti i gostoljubivosti.

## Mitologija
Zeus je odlučio da godinu dana kod njega služi Apolon da bi se iskupio za ubojstvo Kiklopa. Apolon je bio zadivljen Admetovim gostoprimstvom te je učinio da mu sve krave donose blizance.
Apolon je također pomogao Admetu da osvoji ruku princeze Alkestide, Pelijeve kćeri. Alkestida je imala previše prosaca te je Pelije tražio gotovo nemoguć zahtjev - prosci su morali staviti u jaram lava i vepra. Apolon je upregnuo te dvije životinje, a Admet se dovezao do Pelija i oženio Alkestidu. Admet ipak nije prinio žrtvu Artemidi. Uvrijeđena je boginja ispunila bračnu ložnicu zmijama, a Apolon je savjetovao Admetu da prinese žrtvu, što je on i učinio, te su zmije nestale. S Alkestidom je imao djecu, a najpoznatiji mu je sin Eumel.
Apolon je uvjeravao Mojre da poštede Admeta od smrti. Na posljetku ih je napio te su one izrekle da Admet ne mora umrijeti ako umjesto njega netko drugi dobrovoljno umre. Kad mu je došlo vrijeme za smrt, nitko nije htio umrijeti za njega, čak i njegovi roditelji za koje je vjerovao da hoće, osim njegove žene Alkestide. A ona je bila jedino biće od kojega nije htio prihvatiti tu žrtvu.
Baš kad je Alkestida umrla, Admetu je u posjet došao Heraklo. Admet je pred njime skrio svoju bol, ali Heraklo je ipak doznao i odlučio vratiti Alkestidu. Svladao je Tanatosa i prisilio ga da vrati Alkestidinu dušu. Kad je Tanatos drugi put došao po njih, zajedno su otišli u Had.

## Djela iste tematike
- Euripid: Alkestida, tragedija

Djelo govori o Admetovu životu s Apolonom, Alkestidinoj žrtvi i Heraklovu spašavanju.
Alkestidina smrt:

... Mrijeti moram - to zlo neće doć

Tek sjutra, ani treći u mjesecu dan,

Već za čas ću se brojit ja u nestale.

Oj, zbogom, veseli mi bili! Mužu moj,

Pohvalit ti se smiješ ženom najboljom,

Vi, djeco - da ste porod majke najbolje.

- Georg Friedrich Händel: Admet, drama per musica
- Christoph Willibald Gluck: Alkestida, tragedia per musica
- Friedrich Heinrich Füger: Alkestida daje svoj život za Admeta, slika

## Vanjske poveznice
- Euripid: Alkestida, prijevod
- Admet i Alkestida (engl.)